# Harsjön (Godegårds socken, Östergötland)
Harsjön är en sjö i Motala kommun i Östergötland och ingår i Motala ströms huvudavrinningsområde. Sjöns area är 0,014 kvadratkilometer och den är belägen 106 meter över havet.